# Génova, Quindío
Génova är en ort i Colombia.   Den ligger i departementet Quindío, i den centrala delen av landet, 190 km väster om huvudstaden Bogotá. Génova ligger 1 228 meter över havet och antalet invånare är 7 140.
Terrängen runt Génova är varierad. Runt Génova är det ganska tätbefolkat, med 60 invånare per kvadratkilometer. Närmaste större samhälle är Caicedonia, 6,9 km väster om Génova. I omgivningarna runt Génova växer i huvudsak städsegrön lövskog.